# Борис Атков
Борис Томов Атков (на македонска литературна норма: Борис Томов Атков) е интербригадист, деец на Комунистическата съпротива във Вардарска Македония.

## Биография
Борис Атков е роден е на 6 декември 1904 година в град Скопие. Участва в Испанската гражданска война. На 2 септември 1936 година се прибира от Франция за Македония. Известно време е капитан в диверсантски групи. Участва като делегат на Първото заседание на АСНОМ. Умира на 7 декември 1989 година в родния си град.